# المالح (جبلة)

تعديل مصدري - تعديل

المالح محلة تابعة لقرية التوالقة، التابعة لعزلة جبل رعوين بمديرية جبلة إحدى مديريات محافظة إب في الجمهورية اليمنية، بلغ تعداد سكانها 36 حسب تعداد اليمن لعام 2004.